# Fortaleza de Jachaphasa
La fortaleza de Jachapasa es un sitio arqueológico pre-inca ubicado en el Altiplano de Bolivia.
En 2003 inició un proyecto denominado «Formaciones y Transformaciones de las Identidades Étnicas en los Andes Centro Sur», bajo la dirección de Martti Pärssinen, el cual investigó, entre otros sitios, la Fortaleza de Jachaphasa.

## Ubicación
La fortaleza se encuentra ubicada a unos 2 km al noreste de la localidad de Rosario, a un altitud aproximada de 4150 metros sobre el nivel del mar, en la cima de un cerro que se eleva aproximadamente 100 metros por encima del Altiplano. Administrativamente se encuentra en el municipio de Calacoto de la provincia de Pacajes en el departamento de La Paz.

## Descripción
La fortaleza consta de una muralla larga más de 100 metros utilizada por razones defensivas y decenas de antiguas chullpas ubicadas en la parte central del sitio arqueológico. El interior de la fortaleza amurallada abarca una meseta de aproximadamente 7 hectáreas, con una disposición en forma de "Y" que se extiende de oeste a este. En la cima de varios edificios, la mayoría de forma redonda, se identificaron más de 100 chullpas de piedra en 2004, agrupadas en unos 10 o 12 conjuntos. Junto a estas chullpas, se encuentran doce de forma cuadrangular, mayormente ubicadas en áreas periféricas fuera del núcleo central. Es relevante destacar que también existen agrupaciones conformadas por una chullpa grande acompañada de 2 a 4 más pequeñas. Se observan tumbas en los aleros de rocas erosionadas, así como varias tumbas subterráneas en forma de cistas cuadrangulares (con un diámetro de 45-50 cm). La cerámica encontrada, generalmente de grosor considerable, corresponde a los estilos Pacajes y "negro sobre rojo".
Según estudios recientes, la fortaleza fue construida por poblaciones pacajes en épocas posteriores a Tiahuanaco.